# ارمين بتروسيان
ارمين بتروسيان (بالأرمنية: Արմեն Պետրոսյան)‏ (و. 1975 – م) هو ممثل، ومنتج أفلام، ومذيع من أرمينيا . ولد في يريفان .

## روابط خارجية
- ارمين بتروسيان على موقع IMDb (الإنجليزية)
- ارمين بتروسيان على موقع كينوبويسك (الروسية)